# Xã Raymond, Quận Knox, Nebraska
Xã Raymond (tiếng Anh: Raymond Township) là một xã thuộc quận Knox, tiểu bang Nebraska, Hoa Kỳ. Năm 2010, dân số của xã này là 207 người.